# Colletes floralis
Espèce
Statut de conservation UICN

 VU B2ab(ii,iii) : Vulnérable
Colletes floralis est une espèce d'abeilles appartenant au genre Colletes et à la famille des Colletidae.
Ce sont des insectes solitaires, bien que les femelles peuvent nicher à proximité les unes des autres, mais ne forment alors pas de colonies comme le font les insectes sociaux. Ils nichent dans des terres souvent sableuses, creusant des trous d'environ 20 fois la longueur de leur corps. On trouve souvent cet insecte dans des dunes sur les côtes, et il est fréquent dans les Hébrides.